# سيدني راند
سيدني راند (بالإنجليزية: Sidney Rand) هو مجدف بريطاني، ولد في 17 أغسطس 1934 في لندن في المملكة المتحدة، وتوفي في 25 ديسمبر 2008 في ريدنغ في المملكة المتحدة.

## وصلات خارجية
- سيدني راند على موقع الاتحاد الدولي للتجديف (الإنجليزية)
- سيدني راند على موقع اللجنة الأولمبية الدولية (الإنجليزية)
- سيدني راند على موقع أوليمبيديا (الإنجليزية)
- سيدني راند على موقع اللجنة الأولمبية البريطانية (الإنجليزية)